# سامبير ديل سالث
بلدية سامبير ديل سالث (بالإسبانية: Samper del Salz) هي بلدية تقع في مقاطعة سرقسطة التابعة لمنطقة أراغون شمال شرق إسبانيا.

## الديموغرافيا
بلغ عدد سكان بلدية سامبير ديل سالث 119 نسمة عام 2011 (وفقاً للمعهد الوطني الإسباني للإحصاء).
| 149 | 142 | 137 | 124 | 105 | 123 | 119 |